# 1898年臺灣
|        | 臺灣歷史 \| 台灣歷史年表 |
| 世纪： | 18世纪臺灣 \| 19世纪臺灣 \| 20世纪臺灣 |
| 年代： | 1860年代臺灣 \| 1870年代臺灣 \| 1880年代臺灣 \| 1890年代臺灣 \| 1900年代臺灣 \| 1910年代臺灣 \| 1920年代臺灣                                           |
| 年份： | 1893年臺灣 \| 1894年臺灣 \| 1895年臺灣 \| 1896年臺灣 \| 1897年臺灣 \| 1898年臺灣 \| 1899年臺灣 \| 1900年臺灣 \| 1901年臺灣 \| 1902年臺灣 \| 1903年臺灣 |
| 纪年： | 戊戌年（狗年）、日本明治31年 |

1898年臺灣進行行政區劃調整，改行三縣三廳制。同年由臨時臺灣土地調查局開始進行了第一次科學性的土地調查，範圍主要是臺灣西部平原。該年8月，於臺灣中部發生「戊戌大水災」:9。而在年底時，於今天高雄市橋頭區發生了六班長清庄事件。

## 政府

### 大日本帝國

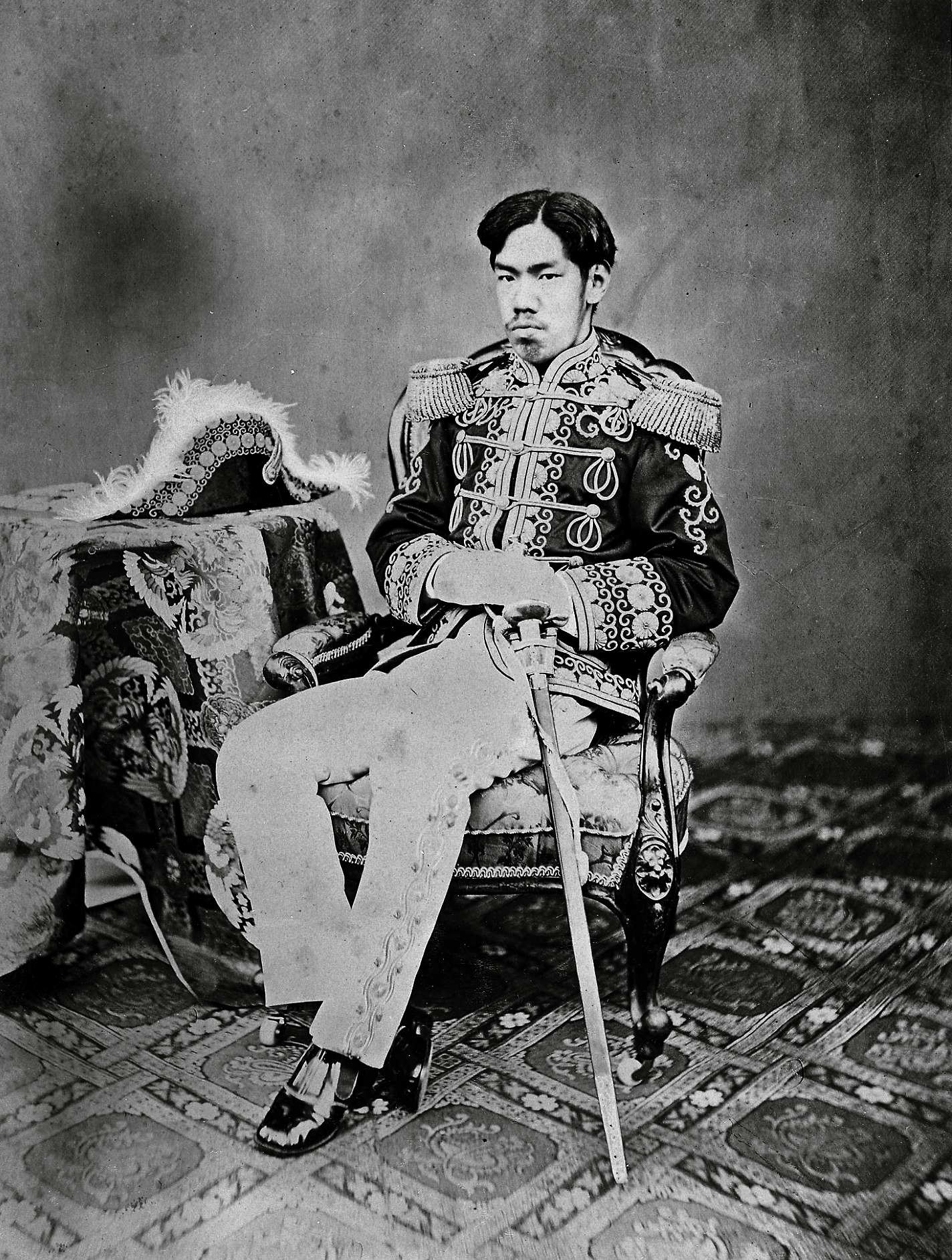
天皇：明治天皇
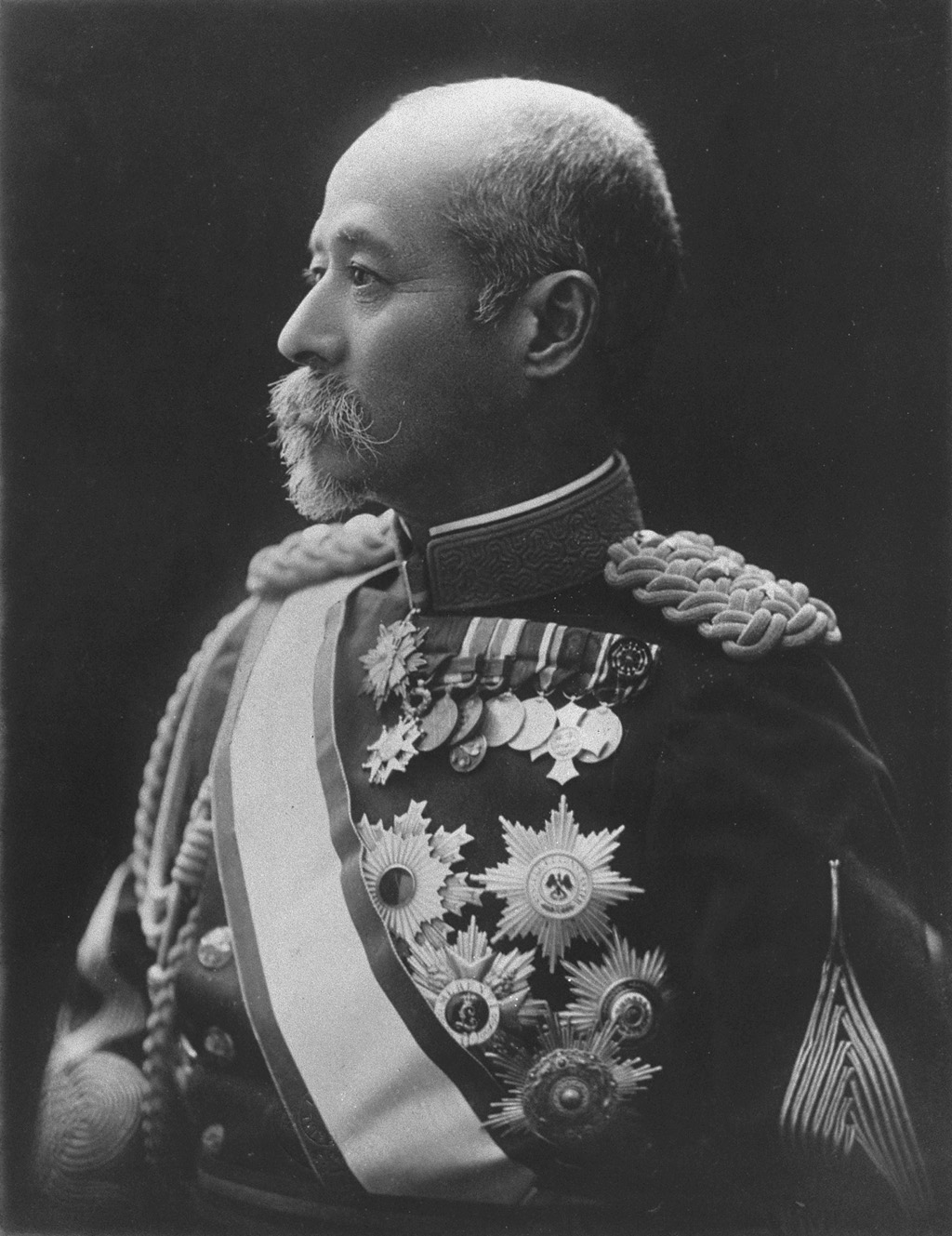
臺灣總督：兒玉源太郎
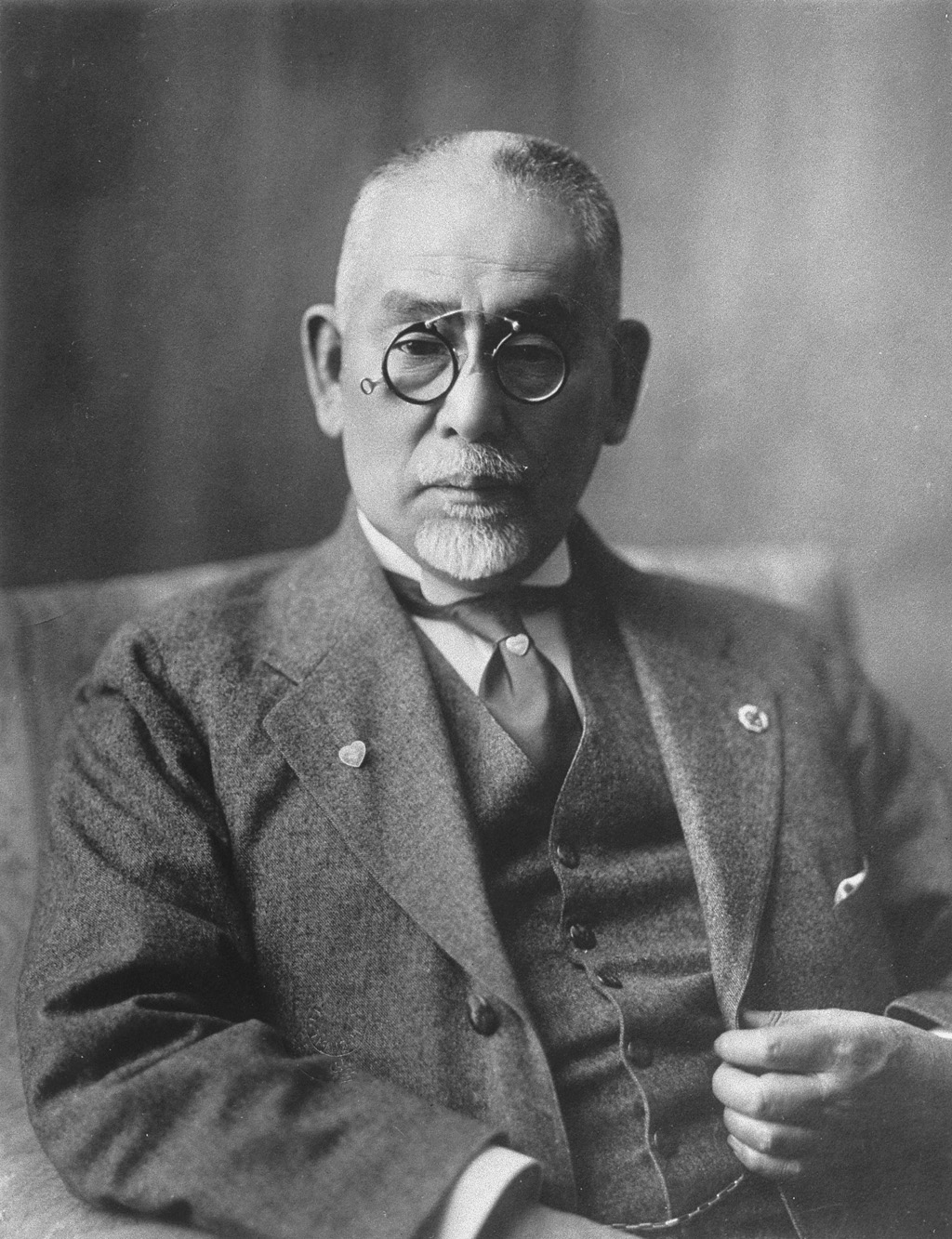
民政長官：後藤新平

#### 成員變動

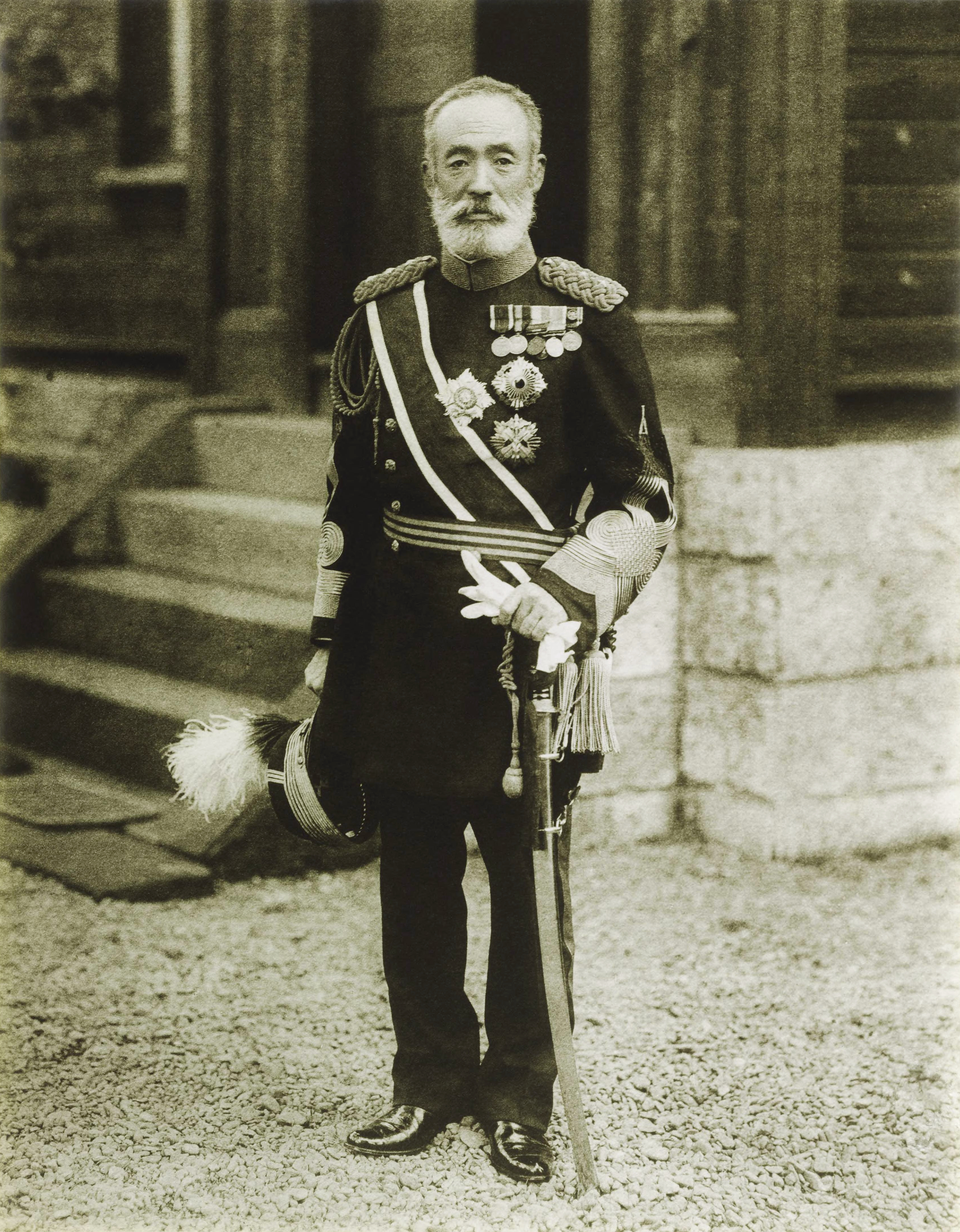
臺灣總督：乃木希典（辭職）
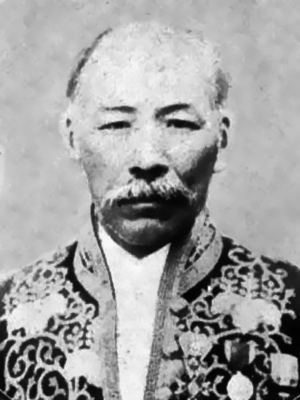
民政局長：曾根靜夫（民政局長改稱民政長官）

### 大豹共同體

大豹總頭目：瓦旦·燮促（Watan Syat）

## 大事記

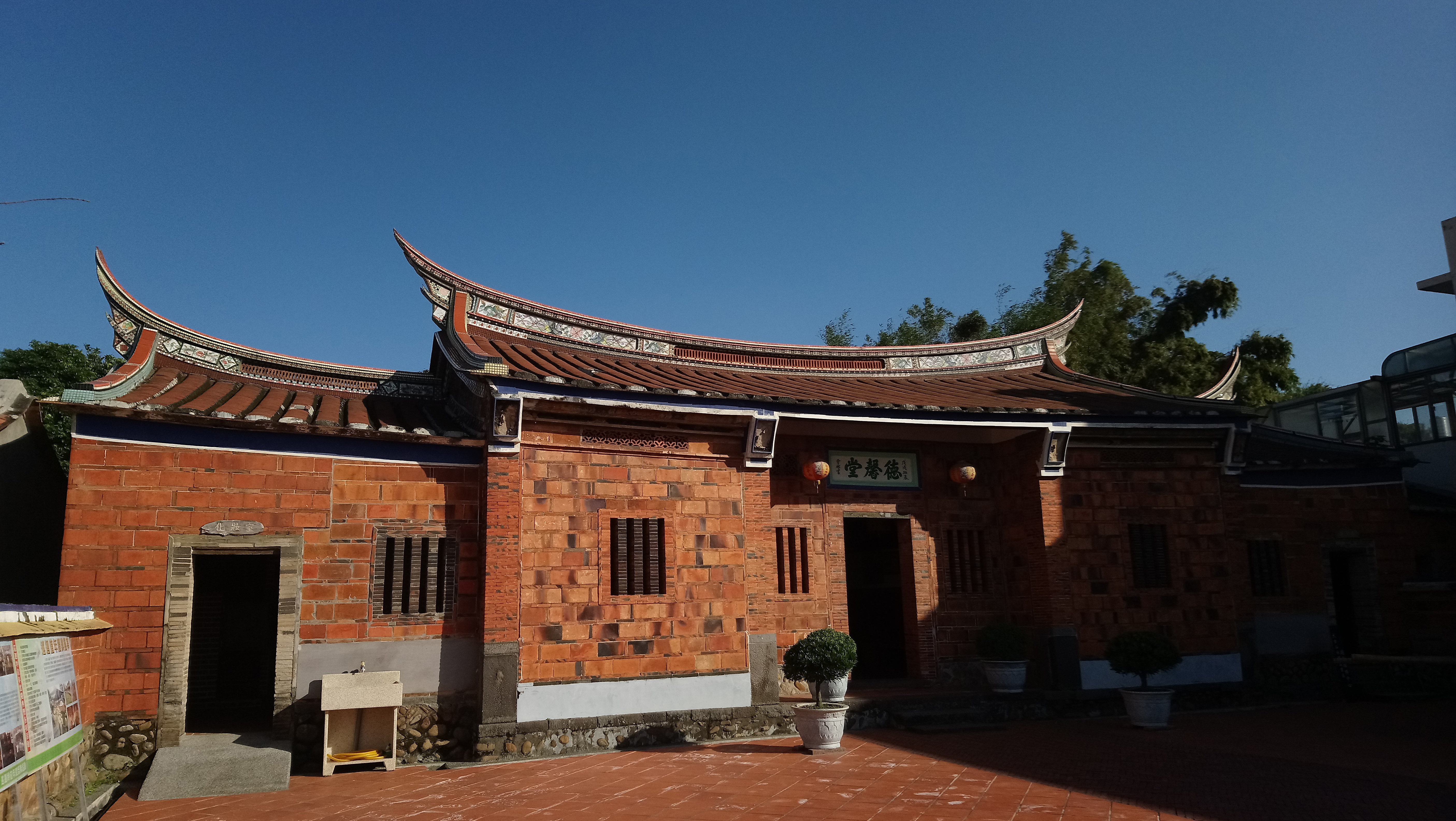
1898年完工的蘆竹德馨堂。

- 1月28日：〈私立學校設置廢止規則〉公布[2]:188。
- 2月26日：兒玉源太郎就任第四任臺灣總督[2]:188。
- 3月2日：後藤新平擔任臺灣總督府內務局長[2]:188。
- 5月：《臺灣日日新報》創刊[2]:188。
- 6月20日：
  - 日本政府發布並施行勅令第百八號（6月18日簽章）重訂〈臺灣總督府地方官官制〉，該勅令第一條將臺灣行政區劃分為臺北、臺中、臺南三縣與宜蘭、臺東、澎湖三廳，至於其位置與轄區則由臺灣總督定之[3][4][5]。此外原本在縣廳之下設置的撫墾署與警察署併入辨務署，辨務署第二課接掌警察行政，第三課則接掌蕃地行政[6]。
  - 三段警備制撤銷[2]:188。
  - 後藤新平擔任民政長官[2]:188。
- 6月28日：臺灣總督府發布府令第三十八號公告六縣整併成三縣之後的轄區[7]，並以府令第三十九號調整縣廳底下各辨務署的轄區[8]。
- 7月1日：臺灣總督府發布府令第四十二號，於澎湖廳設置隘門、小池角、大赤崁、網垵四個出張所[9]。

| 出張所名     | 位置          | 轄區                                   |
| ------------ | ------------- | -------------------------------------- |
| 隘門出張所   | 澎湖本島 隘門 | 鼎灣澚、南藔澚、林投澚                 |
| 小池角出張所 | 漁翁島 小池角 | 西嶼澚                                 |
| 大赤崁出張所 | 白沙島 大赤崁 | 通梁澚、瓦硐澚、赤崁澚、鎮海澚、吉貝澚 |
| 網垵出張所   | 八罩島 網垵   | 網垵澚、水垵澚                         |

- 7月17日：公布〈臺灣地籍規則〉及〈土地調查規則〉[10]。
- 7月28日：《官報》刊載昨日（7月27日）天皇裁可公布的〈臺灣公學校令〉（勅178）、〈臺灣公學校官制〉（勅179）、〈臺灣總督府小學校官制〉（勅180）[11][12][13]。
- 8月6日：因颱風引進的西南氣流在中部造成大量降雨，清水溪上游草嶺潭潰決，洪水流入濁水溪舊道，使得濁水溪下游改道[1]:9。該次大水即是所謂的戊戌大水災[1]:9。臺北城內發生大水災，截至8月9日上午為止，官方媒體統計臺北城內外一帶共計85人死亡，其中半數以上為大稻埕住民。8月10日的《臺灣日日新報》裡的特稿《災餘誌感》將水災傷亡慘烈歸咎於婦女纏足。[14][15]
- 8月16日：臺灣總督府發布府令第七十六號，於臺東廳增設花蓮港出張所[16]。

| 出張所名     | 位置     | 轄區 |
| ------------ | -------- | ---- |
| 花蓮港出張所 | 花蓮港街 | 蓮鄉 |

- 8月31日：公布〈保甲條例〉[17][2]:188。
- 9月5日：臨時臺灣土地調查局成立[10][2]:188。。
- 11月5日：頒布〈匪徒刑罰令〉[17][2]:188。
- 12月13日：臺灣總督府發布府令第百十號，於澎湖廳增設媽宮出張所[18]。

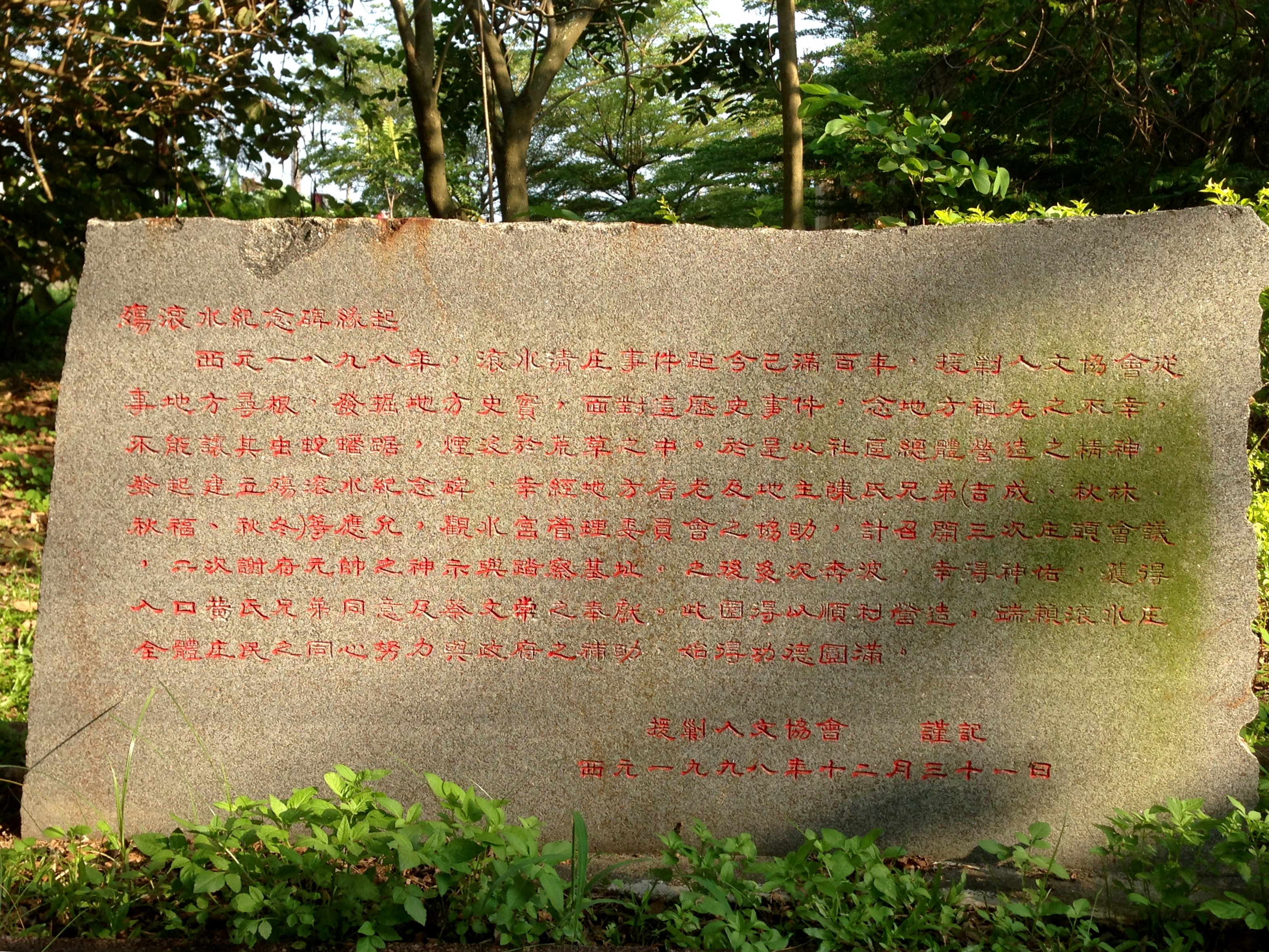
殤滾水紀念碑文

| 出張所名   | 位置             | 轄區           |
| ---------- | ---------------- | -------------- |
| 媽宮出張所 | 澎湖廳東西澚媽宮 | 東西澚、嵵裡澚 |

- 12月25日：滾水清庄事件
- 12月26日：六班長清庄事件

## 出生
- 1月5日——黃運金，律師、政治人物。戰後出任新竹縣參議會議長、臺灣省臨時省議會議員、臺灣省議會議員。（1996年逝世）
- 3月27日——林金標，教師、政治人物。戰後曾任臺中市市長。（1984年逝世）
- 8月26日——楊金虎，醫師、政治人物。日治時期參與臺灣民眾黨，戰後參與黨外運動，曾任高雄市市長。（1990年逝世）
- 10月10日——石暘睢，文史工作者。曾任臺南市文獻委員會委員，因對臺南府城之文史瞭若指掌，故被尊稱為「活字典」。（1964年逝世）
- 12月16日——陳英聲，畫家。曾以〈後巷〉、〈畫室〉入選臺展。（1961年逝世）